# Kościół Matki Bożej Nieustającej Pomocy w Piwnicznej-Kosarzyskach
Kościół Matki Bożej Nieustającej Pomocy w Piwnicznej-Kosarzyskach – rzymskokatolicki kościół parafialny należący do parafii pod tym samym wezwaniem (dekanat Piwniczna diecezji tarnowskiej). Znajduje się w Kosarzyskach, osiedlu miasta Piwniczna-Zdrój.
Jest to świątynia wzniesiona w latach 1972-1976 według projektu Prota Komornickiego. Kamnień węhielny został poświęcony i wmurowany w dniu 19 sierpnia 1973 roku przez biskupa Jerzego Ablewicza. Ten sam biskup poświęcił kościół w dniu 27 czerwca 1976 roku. Budowla została konsekrowana w dniu 25 czerwca 2011 roku przez biskup Wiktora Skworca. Elementami wystroju wnętrza są: mozaika w prezbiterium, stacje drogi krzyżowej wykonane metodą sgraffiti, witraże zaprojektowane i wykonane przez Macieja Kauczyńskiego.